# Klaus-Dieter Krabiel
Klaus-Dieter Krabiel (geb. vor 1970) ist ein deutscher Literaturwissenschaftler.

## Leben
Klaus-Dieter Krabiel wurde 1970 an der Goethe-Universität Frankfurt am Main mit einer Arbeit über Joseph von Eichendorff promoviert. Er arbeitet als Literaturwissenschaftler am Frankfurter Goethe-Haus – Freien Deutschen Hochstift in Frankfurt am Main. Er hat zu Eichendorff und Bertolt Brecht publiziert  und ist Mitautor bei den  kritischen Eichendorff- und Hugo-von-Hofmannsthal-Editionen. Krabiel schrieb Beiträge zu den Festschriften für Martin Stern und Heinz Rölleke.

## Schriften
- mit Gisela Bärbel Schmid (Hrsg.): Ballette, Pantomimen Filmszenarien. Hugo von Hofmannsthal Sämtliche Werke, 27. Frankfurt am Main : S. Fischer, 2006
- mit Klaus E. Bohnenkamp, Katja Kaluga (Hrsg.); Reden und Aufsätze 3 (1910–1919). Hugo von Hofmannsthal Sämtliche Werke, 34. Frankfurt am Main : S. Fischer, 2011.
- Eine frühe Hofmannsthal-Übertragung : Henri Guilbeaux, "La mort du Titien" (1911), in: Hofmannsthal-Jahrbuch 9 (2001), S. 7–32
- Bertolt Brechts "Aufruf für Henri Guilbeaux" : ein unbekannter Text, ein vergessener Autor und eine denkwürdige Affäre. In: Etudes germaniques. - Paris, Jahrgang 55 (2000), No. 4 (Oct.-Déc.), S. 737–761
- Das Lehrstück von Brecht und Hindemith : von der Geburt eines Genres aus dem Geist der Gebrauchsmusik, in: Hindemith-Jahrbuch, Mainz, 1995, S. 146–179.
- Brechts Lehrstücke : Entstehung und Entwicklung eines Spieltyps. Stuttgart : Metzler, 1993
- Tradition und Bewegung : zum sprachl. Verfahren Eichendorffs. Stuttgart : Kohlhammer, 1973 (Diss. Univ. Frankfurt (Main) 1970).
- Joseph von Eichendorff : Kommentierte Studienbibliographie. Frankfurt am Main : Athenäum-Verlag, 1971
- Ansgar Hillach, Klaus-Dieter Krabiel: Eichendorff-Kommentar. Band I. Zu den Dichtungen. München : Winkler, 1971